# Partido Democrático de las Islas Amigas
El Partido Democrático de las Islas Amigas (en tongano: Paati Temokalati 'a e' Otu Motu 'Anga'ofa) es un partido político de Tonga. Su líder fue Akilisi Pohiva.
El partido se lanzó en septiembre de 2010 e incluyó a varios representantes populares que formaban parte del Movimiento por los Derechos Humanos y la Democracia. Sus políticas incluyen la transparencia del gobierno y la reforma económica. 
Las "Islas Amigas" son un nombre dado originalmente a Tonga por el capitán James Cook.

## Resultados electorales
| Comicios | Líder          | N.º de votos | % de votos | Diputados | Notas                    |
| -------- | -------------- | ------------ | ---------- | --------- | ------------------------ |
| 2010     | Akilisi Pōhiva | 10 953       | 28,49%     | 12/26     |                          |
| 2014     | Akilisi Pōhiva | 13 548       | 33,34%     | 9/26      | [ 4 ] [ 5 ]              |
| 2017     | Akilisi Pōhiva | 16 085       | 10,26 %    | 14/26     | Mejor resultado obtenido |

### 2010
El partido impugnó los 17 escaños en las elecciones de 2010, ganando 12 de ellos. Tras las elecciones, obtuvo el apoyo de un independiente y buscaba el apoyo de otros dos, ʻAisake Eke y Sunia Fili', ofreciéndoles puestos en el gabinete.